# 高橋長種
高橋 長種（たかはし ながたね、生年不詳 － 天文18年（1549年））は、戦国時代の筑後国の大名。父は高橋統種。兄に高橋高種。甥に北条綱高（諸説あり）。大友義長より偏諱を賜り長種と名乗る。
事情は不明であるが、兄の高橋高種が出奔し、室町幕府第9代将軍足利義尚に仕えたため、その跡を継いで高橋氏当主となる。当主となった長種は宝満屋形と称され、天文18年（1549年）に死去。
長種には男子がなく、高橋氏重臣の伊藤氏や福田氏は近隣の強国大友氏の当主である大友義鑑（義長の子）に養子を要請した。義鑑は、一萬田親宗に高橋氏の名跡を継承させ、鑑種と名乗らせた。長種の死により大蔵系高橋氏は途絶えることとなるが、その名族の名前は利用され続け、高橋鑑種が謀反し処罰されると、今度は吉弘鑑理の次男である吉弘鎮種（高橋紹運）が跡を継いだ。